# Список персонажей франшизы Диснея «Аладдин»
Диснеевская франшиза «Аладдин» включает в себя множество вымышленных персонажей.

## Главные герои

### Аладдин
Аладди́н (англ. Aladdin) — протагонист сериала, бывший беспризорник. Ему уже 19 лет. Влюблён в Жасмин, с которой у него очень тёплые и искренние отношения. По характеру Аладдин дружелюбный весёлый парень, честный, благородный, бесстрашный, всегда готов помочь нуждающимся и проучить злодеев. Аладдина не влекут сказочные богатства и власть: он очень ценит своих верных друзей. Предпочитает ночевать в своём старом скромном жилище, однако, будучи в хороших отношениях с Султаном, иногда проводит время и во дворце.

### Жасмин
Жасми́н (англ. Jasmine) — принцесса Аграбы. Независимая и гордая девушка. Невеста Аладдина. Любит приключения, красивые места, романтику. Часто желает поддержать Аладдина, за что многие злодеи пытаются их разлучить. Вообще, Жасмин, хотя и умеет за себя постоять, постоянно, во многих сериях, попадает в неприятности (естественно, после чего Аладдину приходится её спасать).

### Джинни
Джи́нни (англ. Genie) — волшебное существо, дух лампы. В прошлом, как обычный джинн, был пленником лампы. Обретая нового хозяина, он обязан был выполнить три любых желания, за исключением убийства, воскрешения из мёртвых и заклинания влюблённости. Будучи освобождённым Аладдином, Джинн становится его верным другом. После освобождения магические способности джинна уменьшились с «феноменальных и космических» до «полуфеноменальных и почти космических», оставаясь, в любом случае, более чем внушительными. Он способен создавать и передвигать предметы, клонироваться, превращаться сам и превращать людей и животных в любых существ, иногда телепортироваться, но не из закрытого пространства (например сосуда с пробкой, в который часто оказывается пойман), менять размеры от крохотного до исполинского, достаточно силён физически, умеет летать. По характеру добрый, почти всегда весёлый, любит подбадривать своих друзей шутками. Имеет аллергию на сок гуавы, от которой весьма своеобразно страдает. Часто соревнуется с Ковром в различных играх и всё время проигрывает ему. Влюблён в Эден.

### Абу
Абу́ (англ. Abu) — маленькая обезьянка, верный друг Аладдина. Они познакомились, когда Абу пытался обворовать юношу во время выступления уличных циркачей — Миноса, Фатимы и Азиза. В некоторой степени, Абу был пленником труппы, так как он приносил основной доход от выступлений: обезьянка обкрадывала зазевавшихся зрителей во время представления. После небольшого приключения, в результате которого троицу заточили в Камне судьбы, Абу решает остаться с Аладдином. Именно благодаря ему у Аладдина оказалась волшебная лампа, которую Абу выкрал за секунду до того, как они с Аладдином упали с порога рушащейся Пещеры Чудес.
Старается скрываться от опасностей, однако, иногда проявляет смелость и героизм. Несмотря на то, что Абу с Аладдином больше не нуждаются в воровстве, все же, Абу порой тянет на воровские проказы, на которые его зачастую подталкивает Яго. Любит вкусно покушать. Будучи мартышкой, все же Абу является разумным, в отличие от обычных обезьян способен говорить. Речь Абу трудно разборчивая, похожая на крики. Разобрать её может только Яго, который и переводит её на понятный язык.(в английском варианте можно разобрать, пусть и с трудом,такие выражения, как "Аладдин, проснись!",  "Эй ты,убирайся вон!", "Нет,только после тебя")

### Яго
Я́го (англ. Iago) — разумный говорящий попугай. В прошлом помощник Джафара. В мультфильме «Возвращение Джафара» он стал другом Аладдина, но малодушно предал его, когда Джафар освободился из заточения. Однако изменения не прошли даром, и Яго, осознав, что не хочет быть злодеем, вновь помогает Аладдину и в финале уничтожает Джафара, бросая его лампу в лаву. По характеру Яго холерик, неугомонный, часто болтает и раздражает друзей. Главным пороком является жадность. Его влечёт богатство и роскошь, что нередко становится причиной его бед, и по жадности он уступает только Абисмалу. Часто склонен уходить от опасностей, переложив трудности на плечи друзей. Склонен к обману, часто обманывает Аладдина, но в скором времени раскаивается. Несмотря на свою трусость, часто спасает Аладдина и его друзей. Влюблён в красивую птицу Тандру, повелительницу погоды из Леса Дождей. Умеет превосходно пародировать голос любого человека.

### Султан
Султа́н (англ. Sultan) — отец Жасмин, правитель Аграбы. Невысокий добродушный мужчина преклонного возраста, простак с чертами инфантилизма. Занимается коллекционированием миниатюрных игрушек ручной работы, а также различных диковинок. Его имя неизвестно, однако в одном из эпизодов его дедушка из Загробного Мира упоминает его прозвище «Малыш Бобо» (англ. Little Bobo). Предки султана царствовали в Аграбе с момента её основания. В одной из серий отправился выручать свою дочь из плена Амазонок, и в него влюбилась сама царица Гипсодед. После всех приключений, Султан и Гипсодед отправились на свидание.

### Ковёр
Волшебный ковёр или просто Ко́врик (англ. Magic Carpet) — ковёр-самолёт. Раньше был знаком с Джинном (а значит имеет очень солидный возраст). С Аладдином встретился в Пещере Чудес. Разумен, но не способен говорить. Всегда верен Аладдину и своим друзьям. Множество раз спасал Аладдину жизнь. Способен быстро летать и исполнять виражи. Весьма грузоподъёмен, способен поднять троих взрослых (а возможно, и больше) человек.

### Раджа
Раджа́ — тигр Жасмин. Появляется лишь несколько раз за весь сериал. Охраняет Жасмин от многих опасностей.

## Положительные и нейтральные персонажи

### Расул
Расу́л (англ. Razul) — начальник дворцовой стражи. Внешне богатырского телосложения и огромного роста. Имеет небольшие усы и бороду. На верхней челюсти не хватает одного переднего зуба. Одет, как и все остальные стражники: чёрный жилет и белые шаровары, подпоясанные фиолетовым поясом, на голове носит белый тюрбан с жёлтой лентой и вкраплённым рубином. На запястьях поручи. Через правое плечо перекинута портупея с мечом в ножнах. Вооружён скимитаром. В предмете одежды Расула, в отличие от всех остальных стражников, есть дополнения: пряжка на портупее и шлейф на задней части тюрбана, своеобразные символы начальника стражи.
По характеру Расул весьма суров. Считает своим долгом охранять принцессу Жасмин и Султана. Недолюбливает оборванца Аладдина и долгое время пытался поймать юношу, когда тот жил на улице. После того, как Аладдин обвенчался с Жасмин, всячески показывал свою неприязнь к юноше и надеялся, что взаимные отношения расторгнут. Несмотря на это, в нескольких опасных приключениях Аладдину и Расулу пришлось объединиться — так они спасли Жасмин и Султана, а также всю Аграбу от мести Азиза.Он даже "готов назвать Аладдина Его Высочеством,если тот избавится от мерзкого попугая".

### Князь Анкутма
Анку́тма (англ. Prince Uncouthma) — германский варвар, князь Одифера, также известного, как «Страна варваров». Наивен, как и все Одиферцы физически силён. Изначально сватался за Жасмин, но потом подружился и с Аладдином. Женат на Брунгильде, имеет от неё сына Бада.

### Брунгильда
Брунги́льда (англ. Brawnhilda) — княгиня Одифера, жена Анкутмы, мать Бата. В первый раз появляясь в сериале, она, будучи уже невестой князя, полюбила Аладдина, решила выйти за него замуж, чем нанесла серьёзную душевную рану Анкутме. Впоследствии взрыва, во время которого чуть не погиб Анкутма, возвратилась к нему, видя, что он нуждается в заботе, которую ей непременно нужно проявлять. Другой повод для опеки случился после нападения ящера: «Уложу бедняжку поудобнее, а потом раздавлю эту тварь! Я рассердилась!».

### Генерал Гауда
Генерал Га́уда (англ. General Gouda) — генерал, имеющий кинематогрофические черты скандинава (рогатый шлем) и кельта (длинные усы без бороды) . главнокомандующий Одифера. Как и все одиферцы, предпочитает не думать, а сразу драться. Какое-то время был примером для Бада. По его мнению, войны — хорошие вещи. В одном из эпизодов он сказал: «Нет, война была доброй пока не сломались машины!». Выглядит как мужчина с большим животом, жёлтыми усами и длинными жёлтыми волосами. Всегда носит каску викинга, голубой плащ и медные доспехи.

### Бад
Бад (англ. Bud) — сын Анкутмы и Брунгильды. Как генерал Гауда, предпочитал драться, а не думать. Какое-то время восхищался Гаудой, но потом понял: «Не всегда надо крушить, порой надо думать!».

### Иден
Иден (англ. Eden) — женщина-джинн зелёной окраски, возлюбленная Джинни. Некоторое время служила Абис Малу, но потом третье желание связало её и её первую хозяйку Данди навсегда. Она встречается с Джинни и просит его не расставаться с ней. В отличие от Джинни, у неё пять пальцев вместо четырёх.

### Тандра
Королева Та́ндра (англ. Thundra) — правительница Леса дождей; влюблённая в Яго.

### Царица Гиппсодет
Гиппсодет (англ. Queen Hippsodeth) — царица Галафема, предводительница амазонок. Пыталась призвать Жасмин в армию галафемок. Однако султан оказал достойное сопротивление, благодаря чему те потерпели поражение. После этого царица влюбилась в султана и прислала ему приглашение на романтический ужин. Однако в результате недоразумения, царь Пектор, влюблённый в царицу, вызвал султана на смертельный поединок. К счастью, вовремя появившаяся царица спасла султана, после чего они улетели на свидание.

### Рассказчик
Странствующий торговец (англ. The Peddler) — таинственный продавец диковинок, появляющийся лишь в начале мультфильма «Аладдин» и в конце «Аладдина и Короля разбойников». Он «зазывает» зрителя, предлагая послушать одну увлекательную историю, произошедшую с бедным юношей по имени Аладдин. Появления рассказчика символизируют начало и конец истории, охватывая три фильма и мультсериал. Кроме этого, персонаж появляется в нескольких играх, созданных по мотивам франшизы.

### Страж Пещеры чудес
Пещера Чудес (англ. Cave Of Wonders) — появляется лишь однажды, в мультфильме «Аладдин». Соединив две половинки волшебного жука-скарабея, владелец амулета получает возможность найти вход в Пещеру Чудес, которая формируется из песочного бархана и принимает образ головы тигра, в ухе у которого висит серьга. Страж обладает разумом и выбирает, кто достоин того, чтобы войти в пещеру. Интересно, что фактически, в мультфильме Пещера представлена живым существом, и её образ не отделяется от говорящей головы тигра. Именно в пещере Аладдин знакомится с Волшебным ковром и находит лампу, в которой живёт Джинни, ставший верным слугой и настоящим другом для Аладдина.

### Оракул
Ора́кул (англ. The Oracle) — мудрое существо, отвечающее лишь на один вопрос человека. Жасмин получила Оракула в качестве свадебного подарка. С его помощью Аладдин узнаёт всё, что ему нужно, о своём отце Касиме, а тот находит руку Мидаса.

### Фазир
Фази́р (англ. Fasir) — уличный провидец, и, как позже выясняется, маг и волшебник. Полу-человек, полу-циклоп, брат великана-циклопа Фашума, бывшая любовь волшебницы Мираж. Фазир скрывает свой глаз под повязкой, притворяясь слепцом. Он часто косвенно помогает Аладдину и его друзьям, хотя и не вмешивается в ход событий напрямую.

### Хаос
Ха́ос (англ. Chaos) — демон с телом кота и имеющий крылья. Он может исполнить желание, но сделает это по-своему, ему нравится забавляться, его настроение и отношение к человеку переменчиво. Хаос — очень могущественное существо, даже Мираж и Джинни боятся его волшебства: по словам Джинна, в одном его усе больше силы, чем во дворце, полном джиннов. Его деяния нельзя назвать злодейством, так как они не причиняют никому особого вреда, однако вызывают кучу неприятностей. Он гневается, когда кто-то пытается приказывать ему, его голос свирепеет и становится громогласным. Ему не нравится думать о Судьбе и предназначении, так как он считает, что невозможность изменить события — это очень скучно и бессмысленно.
Как и у Джинна, его шутки и проделки часто являются отсылками к массовой культуре. Он напоминает Чеширского кота из Диснеевского мультфильма Алиса в Стране чудес — его манера появляться и исчезать, растворяясь в воздухе, кроме того, он оставляет следы своих лап до того, как появится. Также Хаос является одним из самых сильных и могущественных персонажей, но он появляется только в одной серии.

### Морк
Морк (англ. Merc) — одинокий капитан летающего корабля, для которого единственной целью жизни была охота на песочную акулу. Когда герои помогли ему поймать её, он, чувствуя утрату смысла жизни, освободил её и продолжил дальнейшую охоту. Позже на него и объект его охоты напали крысоподобные дикари, посланные угнетающим их злым шаманом. Корабль сломали, а акулу съели. Победив злого шамана, Морк стал новым лидером дикарей.

### Акбар
Акба́р (англ. Akbar) — разбойник, неоднократный сосед Абис Мала, владелец Аграбской воровской гильдии «Череп и кинжал», однако не жалует его, да и сам Абисмал его недолюбливает (из-за чего в каждой серии они устраивали войну). Хотя, в конце сериала, вдохновляется нравоучительной речью Яго, завязывает с воровством и начинает благотворительность.

### Махтар
Махта́р (англ. The Mukhtar) — последний представитель древней гуманоидной расы, издавна враждовавшей с джиннами и охотившейся на них ради чести. Магия джиннов на них не действует. Его нанял Аль Гебраик, бывший хозяин Джинна, чтобы тот вернул его. Аль Гебраик, обречённый жить вечно, позволил Джинну остаться с Аладдином до тех пор, пока последний не умрёт от старости. Позже Махтара нанял Мозенрат, чтобы поймать Джинна для своих нужд. Но Джинн спас Махтара от гибели, и тот, ввиду долга чести, вызволил его из плена Мозенрата. Под конец Махтар признал в Джинне друга.

### Прочие персонажи
- Принц Ахмед (англ. Prince Achmed) — один из потенциальных женихов принцессы Жасмин. По пути во дворец он чуть не ударил двух крестьянских детей кнутом, когда они встали у него на пути, но тут вмешался Аладдин и оскорбил его. В отместку Ахмед публично унижает Аладдина, толкая его в грязную лужу и говоря Аладдину, что он не что иное, как «уличное отрепье» и всегда будет им. На следующий день показано, как он яростно топает из дворца с разорванными штанами и обнаженным нижним бельём после нападения домашнего тигра Жасмин Раджи, крича, что он никогда ещё не был так оскорблён. Ахмед желает Султану удачи в выдачи его дочери замуж, и становится ясно, что он больше не интересуется ею. После этого Ахмед больше не появлялся во франшизе. В фильме 2019 года его заменяет европейский принц Андерс (англ. Prince Anders), гораздо более дружелюбный к Аладдину, чем Ахмед.
- Султан Пастах Аль Зубай (англ. Sultan Pasta Al Dente) — султан Гецистана, соседнего с Аграбой государства. Поддерживает дружественные дипломатические отношения с Султаном Аграбы. Неоднократно принимает помощь Аладдина во время очередной угрозы Гецистану.
- Касси́м (англ. Cassim) — король банды 40 разбойников. Отец Аладдина, покинувший семью сразу после рождения сына. Стремится завладеть Оракулом и найти сокровище сокровищ — «Руку Мидаса».
- Скара (англ. Scara) — главная помощница царицы Гиппсодет. Пухленькая, жизнерадостная девушка. Влюблена в царя Пектора.
- Царь Пектор — повелитель острова Манскар, повелитель громов и молний, озаряющих небо. Добивался расположения царицы Гиппсодет, но позже сам поддался ухаживаниям её советницы, Скары. Пектор искренен в своих чувствах, но глуповат и обладает взрывоопасным характером.
- Эльфы (англ. The Sprites) — маленькие разумные магические существа, любящие из озорства безобразничать. Способны летать и манипулировать предметами с помощью своих вращений вокруг них.

## Злодеи из полнометражных фильмов

### Джафар
Джафа́р (англ. Jafar; جعفر) — главный антагонист первых двух фильмов и эпизода Геркулес и Арабская ночь мультсериала Аладдин. Джафар — визирь и главный советник в Аграбе. Его главный помощник — злобный говорящий попугай Яго, позже перешедший на сторону Добра и присоединившийся к Аладдину и его друзьям.
Джафар был одержим поисками волшебной лампы, но не мог попасть в пещеру чудес, так как войти туда мог лишь достойный, так называемый неогранённый алмаз. При помощи колдовства Джафар узнал, что Аладдин — тот, кого он искал. Сначала он подстроил всё так, что юношу арестовали, причём принцесса Жасмин была уверена, что его казнили по приказу Джафара. В темнице Джафар притворился немощным стариком и предложил Аладдину отправиться за сокровищами.
После событий в Пещере чудес, Аладдин едва не погиб, успев отдать лампу Джафару. Заполучив желаемое, Джафар попытался убить Аладдина, но ему помешал Абу, укусив колдуна. Кроме того, Абу умудрился выхватить у Джафара лампу, и визирь остался ни с чем. Когда Аладдин в облике принца Али появился в Аграбе, Джафар понял, что лампа у Аладдина — вскоре ему удалось заполучить лампу и власть над Аграбой. Однако этого ему показалось мало — он загадал желание и превратился в самого могущественного на земле джинна. Но хитрый Аладдин всё продумал — вместе с силой Джафар получил и оковы, став пленником своей лампы, которая была заброшена далеко в пустыню.
В Возвращении Джафара Яго, оказавшемуся вместе с Джафаром в лампе, удалось выбраться и, устав от приказов хозяина, он швырнул лампу в колодец, где Джафара нашёл и выпустил из лампы вор Абис Мал. Вместе они отправились во дворец Аграбы, где Джафар подговорил Яго, подружившегося с Аладдином, предать его, что и произошло. В конечном счёте, Яго, испытывавший муки совести, пришёл на помощь друзьям и бросил лампу в лаву, тем самым уничтожив и её, и Джафара.
В эпизоде «Арабские ночи» призрак Джафара объединился с богом подземного мира Аидом и натравил Аладдина и юного греческого героя Геркулеса (известного также под именем Геракл) друг на друга, но молодые люди вскоре раскрыли коварный план злодеев и совместными усилиями победили их.
В игре Месть Назиры выяснилось, что у Джафара была сестра, колдунья Назира. Она хотела воскресить брата, но у неё ничего не вышло.

### Салук
Салу́к (англ. Sa'luk) — главный антагонист мультфильма «Аладдин и король разбойников», правая рука короля разбойников Кассима (отца Аладдина), а теперь его враг, открыто ненавидит его за всякие провалы, да и ненавидевший его постоянно, и сам мечтает найти Сокровище сокровищ — Руку Медаса. Самый сильный из разбойников, сумевший убить акулу своими руками. Вообще, никто из всех других злодеев «Аладдина» не обладает такой большой физической силой, как Салук. В конце мультфильма Кассим в отместку превращает его в золото, когда он дотрагивается до самой Руки Мидаса и превращается в золотую статую, после чего падает на дно моря (или океана). Вероятно, он остаётся там навсегда.

### Назира
Нази́ра (англ. Nasira) — главная антагонистка видео-игры Disney's Aladdin in Nasira's Revenge. Родная сестра Джафара, как и брат, является чёрной колдуньей. После смерти Джафара Назира решает отомстить Аладдину и похищает принцессу Жасмин и Султана. Находясь под чарами колдуньи, дворцовая стража прислуживает Назире. Она мечтает найти несколько древних реликвий, с помощью которых, собрав их вместе, она смогла бы оживить Джафара и захватить мир. Судьба героев и всего мира зависит от того, победит ли игрок в битве с ней

## Постоянные враги

### Абис Мал
Абис Мал (англ. Abis Mal) — один из главных врагов Аладдина, толстый и жадный разбойник.
Из фильмов появляется в мультфильме Возвращение Джафара, Абис Мал и его шайка находят в колодце лампу, в которой заточён Джафар. Хитрый джинн предлагает Абис Малу сделку: он доставит его в Аграбу, а за это Джафар исполнит три его желания. Очевидно, что Абис Мал боится Джафара, но всё равно настаёт момент, когда Абис Мал просит у него, Джафара, выполнить свою часть договора.
В сериале из отрицательных персонажей мультсериала появляется чаще всего (в 13 эпизодах). Хотя он далеко не самый умный злодей, но, тем не менее всегда находит способ доставить неприятности Аладдину и его друзьям — однако, в большинстве случаев, эти попытки заканчиваются плачевно для самого Абис Мала. Постоянно пытается своровать какие-нибудь богатства, а то и добиться власти над Аграбой. Почти в каждой серии ему помогает более смышлёный Харуд, часто обращающий недальновидность хозяина себе в пользу.

### Харуд
- Хару́д (англ. Harud Hazi Bin) — верный помощник и слуга Абис Мала. Помогает ему умными советами, которые Абис Мал всегда выдаёт за свои идеи.

### Механикус
Меха́никус (англ. Mechanikles) — сумасшедший учёный родом из Греции, величайший из великих гениев Греции — именно так о себе говорит сам Механикус.
Нужно признать, что он отличный изобретатель — его роботы (в основном, сделанные из бронзы) в виде насекомых опережают время. Однако, его цели очень странные. Например, он пытался превратить всю пустыню в стекло, так как считает это состояние вещества идеально ровным, приближающим его мировидение к совершенству формы, в то время как песок грязен и неприятен на ощупь. Также, он хотел испарить океан, чтобы избавить планету от микробов, а потом пытался сравнять с землёй дождевой лес. После срыва «гениальных» планов предпринимал несколько атак на Аграбу.
Механикус всегда носит с собой свиток, куда записывает планы действий («Вынести мусор», «Вымыть посуду», «Завладеть миром», «Отомстить Аладдину») или заметки на будущее, например: «Никогда не говорить врагу, как можно уничтожить моё изобретение». Кроме того, учёный одержим чистотой и порядком — благодаря чему отвлекающие манёвры главных героев в виде наведения беспорядка всегда имели успех. Однажды он объединил усилия с Абис Малом, чтобы отомстить Аладдину при помощи камней настроения и маленьких летающих жуков. Однако их союз закончился разногласиями и победой доблестного героя над злодеями.
Среди его изобретений: громадные скорпионы, летающие скарабеи, миниатюрная стрекоза-убийца, робот-гипнотизёр, крошечные механические термиты, а также гигантский жук, который находился под землёй прямо под домом Механикуса.
- Ску́тер (англ. Scooter) — механический жук Механикуса, которого учёный также часто использует в качестве транспортного средства.

### Мозенрат
Мозенра́т (англ. Mozenrath) — юный, очень жестокий и коварный колдун (некромант и самый могущественный враг Аладдина). Правитель страны Чёрных песков. Стремится завладеть огромной магической силой и захватить все Семь Пустынь. По возрасту ровесник Аладдина, но зато, как он сам утверждал, «богаче и знатнее».

### Ксерксес
- Ксерксес (англ. Xerxes), разумный летающий угорь, главный помощник Мозенрата.

### Садира
Сади́ра (англ. Sadira) — девушка, уличная воровка, ставшая песочной ведьмой. Влюбилась в Аладдина и проводила попытки разлучить его с Жасмин и женить его на себе.

### Мираж
Мира́ж (англ. Mirage) — это колдунья-кошка. Её облик напоминает древнеегипетскую богиню Баст. Она управляет миром иллюзий, грёз и теней — Морбией. Её логово — огромный сфинкс. Часто её называют живым воплощением зла (англ. evil incarnate).
Мираж является одним из сильнейших антагонистов в сериале (после Мозенрата, соответственно). Она — единственный персонаж, который всегда может наблюдать за любым местом на Земле или переноситься туда.

### Амин Дамула
Амин Дамула (англ. Amin Damoola) — глупый, неуклюжий и раздражающий вор-неудачник, появившийся в 4 эпизодах сериала.
Он украл волшебную перчатку, создал огромного зелёного дракона, а также получил множество магических приспособлений от Мозенрата, когда начал на того работать. Амин провалил задание. Однако в четвёртой серии, Дамула цел и невредим — в таком случае, ему удалось расплатиться с Мозенратом.
Амин — довольно распространённое арабское имя, а фамилия Дамула (англ. Damoola) — игра слов, отражающая невероятную жадность персонажа: I’m in da moola (the money). Его прозвище в воровском мире — Криворучка (англ. Butterfingers).

### Минос, Фатима и Азиз
Появляются в жизни Аладдина задолго до его знакомства с Жасмин и Джинном (если не считать того, что эти знакомства не были показаны в сериале; иначе говоря, это раскрывалось в полнометражном фильме Аладдина). В первом эпизоде с этими персонажами также раскрывается история знакомства юноши с Абу. Являются главными злодеями в трёх эпизодах, а также, самыми первыми врагами юноши в его жизни.
Азиз был уличным фокусником, факиром в труппе из трёх человек — Азиза, Фатимы и Миноса, пригласивших Аладдина работать на них: юноша должен был обворовывать зрителей, следящими за представлением. Тогда же циркачи уговорили его помочь им похитить гигантский Камень судьбы из храма, наполненного ловушками — как оказалось, камень обладает магическими свойствами, и он наказал труппу за их жадность, позволив Аладдину уйти, так как его сердце было чисто. Многие годы спустя, страж храма появляется во дворе с дурным известием — камень заточил в себе всех троих, но им удалось сбежать, и теперь они превратились в уродливых монстров.
Минос превратился в Минотавра (с человеческим лицом), Фатима стала похожа на птицу-гарпию, а Азиз, став гоблином, получил магические силы. Его кожа стала бледно-зелёной. Жасмин удаётся отговорить влюблённых друг в друга Миноса и Фатиму отказаться от мести, и камень возвращает им их человеческий облик. Азиз решает сохранить магические способности и сбегает.
Некоторое время спустя Азиз вновь появляется в жизни Аладдина — в отсутствие юноши и его друзей, маг нападает на Аграбу, превратив всех его жителей в слизняков. Спасшемуся Расулу приходится объединить усилия с Аладдином, чтобы вернуть жизнь в городе в норму и спасти Жасмин и Султана. Они понимают, что когда Азиз использует слишком много магии, она начинает поглощать его. Маг загорается, взрывается, а затем превращается в три звезды на небе, после чего ко всем жителям Аграбы возвращается их прежний облик.

### Салина
Сали́на (англ. Saleen) — коварная русалка, которая не выносит, когда что-то складывается не так, как она того хотела. Её постоянный спутник — осьминог Арман (англ. Armond). Она мечтает поймать Аладдина и сделать его своим мужем, королём подводного мира (к примеру также, как и Садира). Однажды Салина превратила Аладдина в огромную акулу, но Арман, приревновав хозяйку, помог Джинну саботировать план Салины.
Её имя произошло от слова saline, что значит солёная вода.

### Айям Агул
Айя́м Агу́л (англ. Ayam Aghoul) — король загробного мира, представился как «Повелитель вурдалаков». Это мертвец с бледной кожей, похож на старика. Впервые появляется, когда Аладдин надевает на Жасмин волшебное ожерелье, которое он нашёл в сундуке с синим порошком. Позднее оказалось, что если ожерелье вернуть в порошок, то Айям Агул вернётся в Преисподнюю. Во всех последующих эпизодах Айям Агул пытается с помощью различных лазеек (фигура на носу корабля, глаз Газима, мир теней) выбраться из преисподней и отомстить Аладдину. Агула невозможно уничтожить, поскольку он уже мёртв. Его любимое оружие — взрывающиеся черепушки.

### Нефир
Нефир (англ. Nefir Hasenuf) — маленький летающий бес с головой стервятника. Жаден, склонен обогащаться за счёт сеянья раздоров и махинаций. Лучше всех других злодеев сериала может скрывать свои злодейства. Является старшиной остальных бесов, занимающихся отстройкой постоянно разрушаемого Самиром-сокрушителем Гулисхана. Бесы всё отстраивают с невероятной быстротой. Часто ругает остальных бесов за безделье. Терпеть не может джиннов.

### Малчо
Ма́лчо (англ. Malcho) — летающий змей. Пытался свергнуть Тандру и обрести власть над Погодой и дождями. Был обхитрён Яго, после чего возжелал убить попугая, а позже и Аладдина. Согласно его словам, а также судя по проявленным навыкам после временного обретения амулета, он владел силой власти над Погодой, однако Тандра хитростью забрала у него амулет, лишив его тем самым силы.

### Аль-Грязины
Аль-Грязины (англ. Al-Muddi) — элементали грязи, живущие в подземельях. Питаются людьми и животными. Аладдин и его друзья один раз попали в логово их лидера. Благодаря хитрости юноши, были несколько раз повержены.

### Крутой Рог
Круто́й Рог (англ. Dominius Tusk) — гигантский минотавр, «победитель 10 000 битв». В эпизодических появлениях часто пытается захватить Аграбу, но терпит поражения.